# Huangcheng (köpinghuvudort i Kina, Jiangxi Sheng, lat 28,36, long 115,56)
Huangcheng är en köpinghuvudort i Kina. Den ligger i provinsen Jiangxi, i den sydöstra delen av landet, omkring 48 kilometer sydväst om provinshuvudstaden Nanchang. Antalet invånare är 34 061. Befolkningen består av 16 142 kvinnor och 17 919 män. Barn under 15 år utgör 22,0 %, vuxna 15-64 år 69 %, och äldre över 65 år 7,0 %.
Runt Huangcheng är det tätbefolkat, med 459 invånare per kvadratkilometer. Närmaste större samhälle är Shigang, 11,1 km nordost om Huangcheng. Trakten runt Huangcheng består till största delen av jordbruksmark.
Genomsnittlig årsnederbörd är 2 190 millimeter. Den regnigaste månaden är juni, med i genomsnitt 367 mm nederbörd, och den torraste är oktober, med 28 mm nederbörd.